# Losang Jamcan
Losang Jamcan, cũng viết là Losang Gyaltsen (chữ Tạng: བློ་བཟང་རྒྱལ་མཚན; tiếng Trung: 洛桑江村; Hán-Việt: Lạc Tang Giang Thôn; bính âm: Luòsāng Jiāngcūn; sinh tháng 7 năm 1957), là một chính trị gia dân tộc Tạng tại Cộng hòa Nhân dân Trung Hoa. Ông từng giữ chức Chủ tịch khu tự trị Tây Tạng và thị trưởng của thủ phủ Lhasa.

## Sự nghiệp
Losang Jamcan là người đến từ huyện Zhag'yab, địa khu Qamdo ở đông bộ Khu tự trị Tây Tạng. Từ tháng 12 năm 1971 đến tháng 2 năm 1976, ông theo học tại Học viện Dân tộc Tây Tạng tại Hàm Dương, Thiểm Tây, học ngành ngữ văn. Sau khi tốt nghiệp, ông làm việc trong trường đại học này 10 năm với vai trò là một giảng viên và một cán bộ của Đoàn Thanh niên Cộng sản chủ nghĩa Trung Quốc tại trường.
Vào tháng 12 năm 1986, Losang Jamcan trở về Tây Tạng, tại đây ông giữ chức Bí thư Đoàn thanh niên Cộng sản chủ nghĩa của khu tự trị. Từ năm 1992 đến 1995, ông giữ chức phó thư ký địa ủy và chuyên viên hành thự của địa khu Nagqu ở bắc bộ khu tự trị. Vào tháng 6 năm 1995, ông được điều nhiệm đến thủ phủ Lhasa của khu tự trị và giữ chức Phó thư ký thị ủy. Ông được bổ nhiệm làm quyền Thị trưởng vào tháng 9 năm 1995, và trở thành Thị trưởng Lhasa vào tháng 5 năm 1996. Từ năm 2001 đến 2004, ông theo học lớp tại chức nghiên cứu sinh, học tập chuyên nghiệp triết học chủ nghĩa Marx của Viện nghiên cứu sinh thuộc Trường đảng Trung ương.
Vào tháng 1 năm 2003, Losang Jamcan được thăng chức làm Phó chủ tịch Khu tự trị Tây Tạng, và đến tháng 5 năm 2010 thì trở thành phó chủ tịch thường vụ Chính phủ Khu tự trị Tây Tạng. Ngày 29 tháng 1 năm 2013, ông được Đại hội đại biểu nhân dân Khu tự trị Tây Tạng bầu làm Chủ tịch Khu tự trị, kế nhiệm Padma Choling- người trở thành Chủ nhiệm Uỷ ban thường vụ Đại hội đại biểu Nhân dân khóa 10 của Khu tự trị. Với chức vụ chủ tịch của khu tự trị, ông là cấp dưới của Bí thư khu ủy Trần Toàn Quốc.
Losang Jamcan là ủy viên dự khuyết của Ủy ban Trung ương khóa 18 của Đảng Cộng sản Trung Quốc.